# Lijst van beschermd erfgoed in Wellin
Onderstaande tabel geeft een overzicht van de beschermde erfgoederen in de gemeente Wellin. Het beschermd erfgoed maakt deel uit van het cultureel erfgoed in België.
| Object                                                                        | Bouwjaar/architect | Deelgemeente | Adres | Coördinaten                 | Nummer?                | Afbeelding |
| ----------------------------------------------------------------------------- | ------------------ | ------------ | ----- | --------------------------- | ---------------------- | ---------- |
| Kruis of tombe Jeumont en ensemble gevormd door het monument en zijn omgeving |                    |              |       | 50° 5' 29" NB, 5° 8' 32" OL | 84075-CLT-0001-01 Info |            |
| Kalkoven, in Fond des Vaulx                                                   |                    |              |       | 50° 5' 45" NB, 5° 7' 2" OL  | 84075-CLT-0002-01 Info |            |